# Afonso Reis Cabral
Afonso Reis Cabral (* 31. März 1990 in Lissabon, Portugal) ist ein portugiesischer Schriftsteller, der vor allem als Lyriker und Romancier bekannt ist und als einer der vielversprechendsten Schriftsteller seiner Generation in Portugal gilt. 2019 wurde ihm der Prémio José Saramago zuerkannt, nachdem er 2014 bereits mit dem Prémio LeYa ausgezeichnet wurde.

## Leben und Wirken
Reis Cabral wurde in Lissabon geboren, wuchs aber in Porto auf. Er ist der fünfte von sechs Söhnen. Er ist einer der Ururenkel des Schriftstellers José Maria Eça de Queiroz.
Mit dreizehn Jahren bereiste er zusammen mit seinen Eltern Deutschland, später, als junger Erwachsener mit 25 Jahren auch alleine, mit einem Lastwagen, auf der Suche nach Geschichten.
Sein erstes Gedicht schrieb er im Alter von neun Jahren anlässlich des Todes der Fadosängerin Amália Rodrigues. Im Alter von fünfzehn Jahren veröffentlichte er sein erstes Buch, einen Band mit Lyrik. Der Band umfasst mehr als zweihundert Gedichte. Schon als Kind faszinierten ihn die Verse von Luís de Camões, Alexandre O’Neill, David Mourão-Ferreira und Pedro Homem de Mello, die ihm durch die Musik von Amalia Rodrigues vermittelt wurden. Später folgten Veröffentlichungen in diversen Anthologien und Zeitschriften.
Er begann ein Studium der Portugiesischen Philologie und Lusophonie sowie für Fiktionales Schreiben an der Universidade Nova von Lissabon, wo er auch seinen Masterabschluss machte und in Philologie promovierte. Zu seinen Studentenjobs zählten Tätigkeiten in einer Molkerei, in einem Reisebüro und in einer Buchhandlung.
2014 erschien sein erster Roman O Meu Irmão, der auch ins Spanische und Italienische übersetzt wurde und auch eine Veröffentlichung in Brasilien fand.
Sein zweiter Roman Pão de Açúcar, ein biographischer Roman, erschien 2018 und erzählt die wahre Geschichte des Mordes an der Transsexuellen Gisberta Salce Junior, die 2006 in einer katholischen Einrichtung von drei Jugendlichen umgebracht wurde, was im gesamten Land für Entsetzen sorgte. 2021 erschien der Roman in deutscher Übersetzung.
2019 erschien das Buch Leva-me contigo, das seine Reiseerfahrungen bzw. Wanderung von April bis Juni 2019 auf mehr als 768 Kilometern durch Portugal beschreibt. Er startete in Vila Real im Norden des Landes und endete in Faro an der Algarve und schrieb vor allem über die Begegnungen mit Menschen auf dieser Strecke.
Heute ist er beruflich vor allem als freier Schriftsteller tätig.

## Trivia
Afonso mag Gerätetauchen, Ornithologie und Boxen.
2025 hielt er in Eigenschaft als Vorsitzender der Eça-de-Queiroz-Stiftung eine Rede über der Übertragung dse Sarges seines Vorfahren Eça de Queiroz in das nationale Pantheon von Portugal. Der Sarg war bei einem Staatsakt übertragen worden, an dem auch Staatspräsident Marcelo Rebelo de Sousa teilnahm, der sogar erst nach Afonso Reis Cabral sprach.

## Werke
- Condensação, 2005, Lyrik
- O Meu Irmão, 2014, Roman
- Pão de Açúcar, 2018, Roman; Deutsch: Aber wir lieben dich. Übersetzt von Michael Kegler. Hanser Verlag, München 2021, ISBN 978-3-446-26996-5.[2]
- Leva-me contigo, 2019, Reisebericht über Portugal

## Auszeichnungen
- 2014: Prémio LeYa für O Meu Irmão[3]
- 2017: Prémio David Mourão-Ferreira
- 2018: Prémios Novos in der Kategorie Literatur
- 2019: Prémio José Saramago für Pão de Açúcar